# Gina Stile
Gina Stile (Massapequa; 19 de enero de 1965) es una músico estadounidense, conocida mayormente por haber sido guitarrista de la banda de glam metal Vixen en dos períodos distintos; 1997-1988 y 2013-2017. Además, ha participado en las bandas Poison Dollys, Thunderbox, Envy y Revelation.

## Biografía
A los nueve años su tío le compró una guitarra de cuatro cuerdas, pero recién a los once comenzó a tocar seriamente el instrumento cuando obtuvo una de seis cuerdas. Dos años después, junto a su hermana fundó la banda Revelation. Por aquel tiempo Dee Snider de Twisted Sister descubrió la agrupación y gracias a él llegaron a un acuerdo con el equipo de representantes de Twisted Sister. Al año siguiente dio su primera presentación profesional cuando Revelation abrió un concierto de Mountain. Luego de algunos problemas familiares que acabó con Revelation, se unió a la agrupación femenina Poison Dollys con la que dio unas presentaciones como telonera de Aerosmith y en 1985 publicaron su único álbum Poison Dollys. Más tarde y junto a su hermana creó la banda Envy y lanzó un álbum de estudio en 1987 que fue producido por Dee Snider.
Una vez que Vixen se separó, Roxy Petrucci la contactó para iniciar un nuevo proyecto junto a Janet Gardner. Entre las tres escribieron algunas canciones para un eventual álbum, que contaba además con el bajista Mike Pisculli y un baterista de sesión. Sin embargo, a mediados de los años noventa Petrucci decidió reformar Vixen, pero Gina no estaba muy de acuerdo con ello ya que encontraba que las canciones que escribieron eran más pesadas y diferentes al estilo de la banda. Aun así, se decidió publicar el disco Tangerine como una producción de Vixen en 1998. Luego fue parte de Thunderbox hasta finales de 2012 cuando Roxy Petrucci, Janet Gardner y Share Pedersen la invitaron a formar la banda JSGR, que tras la muerte de Jan Kuehnemund en 2013 decidieron cambiar de nombre a Vixen para mantener el legado de la fallecida fundadora. En marzo de 2017 se informó que sería reemplazada por Britt Lightning, sin mayores detalles sobre su inesperada salida. Ella se retiró silenciosamente unos años después.

## Discografía
con Poison Dollys
- 1985: Poison Dollys

con Envy
- 1987: Ain't It a Sin

con Vixen
- 1998: Tangerine